# Faso Dan Fani

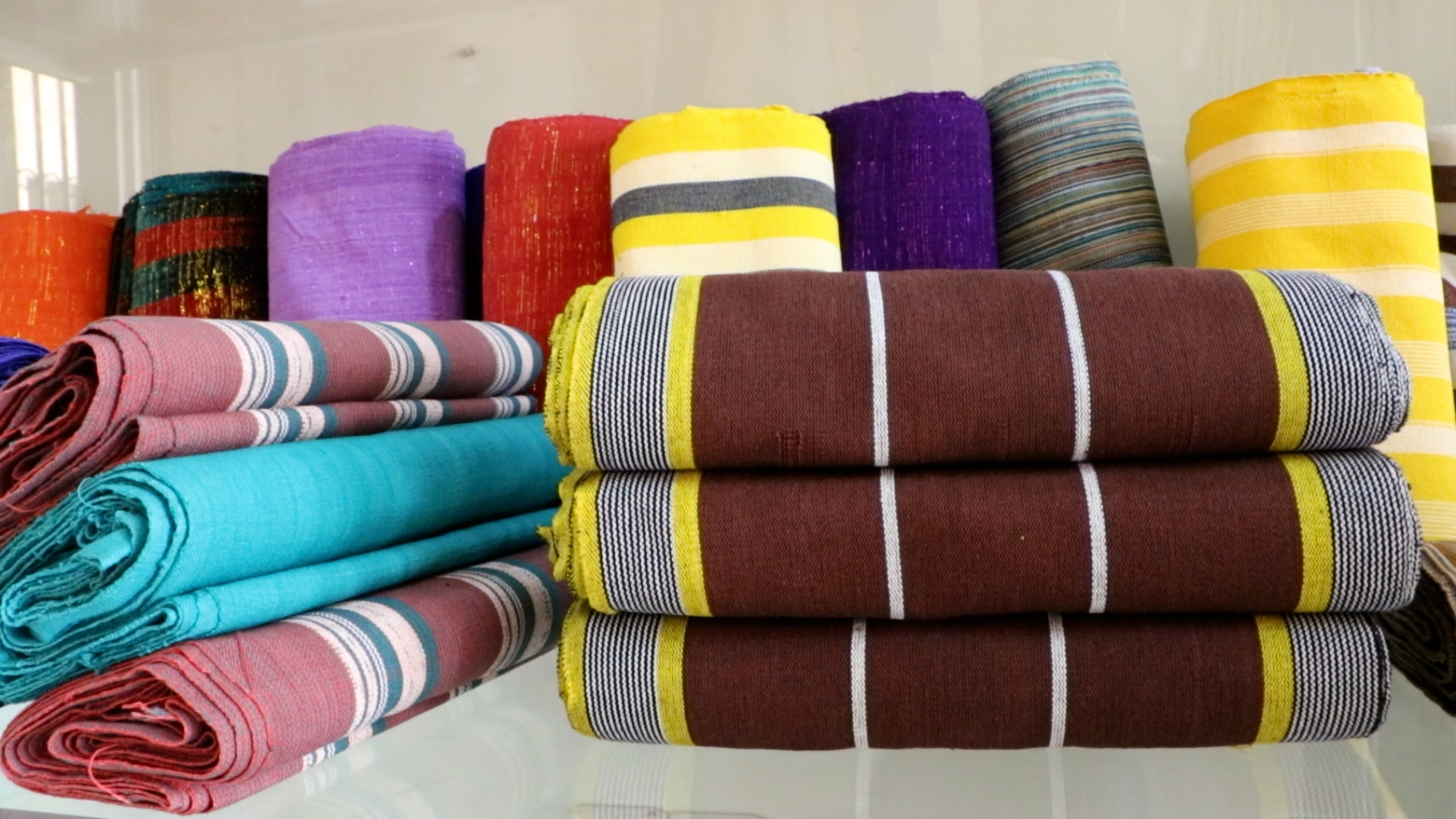
Faso Dan Fani, geweven textiel

Faso dan fani is een traditionele textielsoort uit Burkina Faso. Het is een handgeweven stof in zwaar katoen met gekleurde strepen, vaak in zijde. De productie ervan gaat terug tot in de 17e eeuw, bij de Marka-volkeren in het huidige Burkina Faso, Mali en Guinee. Sinds 1985 geldt het weefsel als nationaal symbool voor Burkina Faso, als middel om de bevolking van het land te verenigen na het afwerpen van het Franse koloniale gezag. De naam die dit weefsel dan krijgt, Faso dan fani, betekent letterlijk "de geweven lendendoek van het vaderland" in het Dioula.
Burkina Faso is een belangrijke producent van katoen. Door het kopen van de nationale stof steunt men de lokale katoenteelt, spinners en wevers. Toenmalig president en leider van de revolutie Thomas Sankara verwoordt het als volgt in een toespraak voor de Comités voor de Verdediging van de Revolutie in 1987: “Faso Dan Fani dragen is een economische, culturele en politieke daad van verzet tegen het imperialisme. We mogen geen slaaf zijn van wat anderen produceren.” De CNR (Conseil National de la Révolution - Nationale Raad van de Revolutie) onder leiding van Sankara voerde in 1985 zelfs een verplichting in voor ambtenaren om tijdens hun dienst Faso dan fani te dragen, om de productie van ambachtelijk textiel te stimuleren.
Thomas Sankara was tevens een voorvechter van vrouwenrechten en kende vrouwen een belangrijke rol toe in het economische beleid van het land. Weven, traditioneel voorbehouden aan mannen, bood aan een toenemende groep vrouwen de mogelijkheid een betalende activiteit uit te oefenen. De CNR voorziet in de op oprichting van een structuur die verantwoordelijk is voor de organisatie van de productie van wevers door de oprichting van coöperatieven.

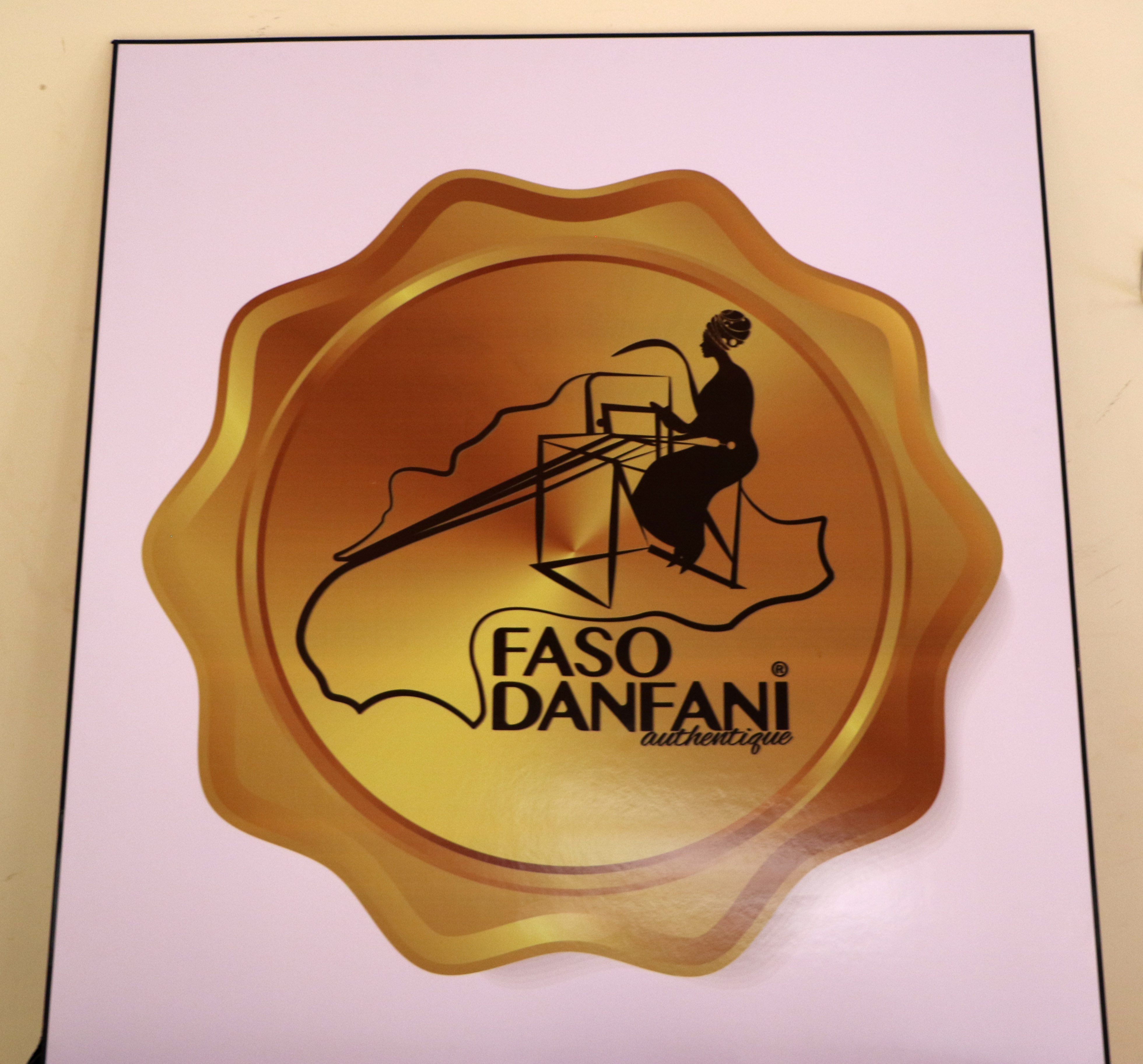
Officieel keurmerk

In 1989 kwam een einde aan het steunbeleid voor de productie van Faso dan fani, na de moord op Thomas Sankara op 15 oktober 1987 en de wissel van de macht. Het nieuwe staatshoofd Blaise Compaoré wilde breken met zijn voorganger. De productie van Faso dan fani bleef echter bij een deel van de bevolking symbool staan voor een nationale identiteit, los van politieke voorkeuren. De laatste jaren kent Faso dan fani een heropleving als symbool van nationale trots. Sinds 2017 is het de verplichte dresscode voor officiële ceremonies. Een officieel label van het Ministerie van Handel garandeert sinds 2019 de authenticiteit van de stof.